# Itala (Italia)
Itala (Itala in siciliano) è un comune italiano di 1 515 abitanti della città metropolitana di Messina in Sicilia.
Fu soppresso nel 1928 e aggregato a Scaletta Zanclea, da cui riacquistò l'autonomia nel 1947.

## Geografia fisica

### Territorio
Itala confina a Nord col comune di Messina, a Nord-Est con Scaletta Zanclea, a Nord-Ovest con Alì e Fiumedinisi, ad Est con il Mar Jonio e a Sud con Alì Terme.
Dista 22 km dal centro di Messina.
Il centro di Itala dista dalle rispettive frazioni: Marina 2,8 km; Croce 1,5 km; Borgo 100 m; Mannello
e Quartarello 200 m.
La Marina, che si estende per circa 1,8 km, è collegata con Itala Centro mediante la strada provinciale 29 ed è attraversata dalla strada statale 114 Orientale Sicula.

## Origini del nome
Lo studio dell'origine del nome "Itala" è stato oggetto di ricerche soprattutto per via della somiglianza col nome "Italia". Secondo lo storico Giuseppe Costanzo Buonfiglio, il nome "Itala" deriverebbe dal suo mitico fondatore "Re Italo", figlio di Enotro. 
L'archeologo e filologo danese Frederik Poulsen, invece, in uno studio sull'origine del nome "Italia" sosteneva che il nome "Italia" venne utilizzato per la prima volta presso il territorio di Messina e precisamente nel V secolo a.C., in una località dove viveva una popolazione degli "Enotri", e che avevano per emblema un toro chiamato "Vitulus". Con l'arrivo dei Greci, dalla parola Vitulus fu eliminata la consonante V, e rimase soltanto la parola "Itulus" che diede il nome alla popolazione degli Enotri. Dagli Enotri, si sarebbero poi distinte le popolazioni degli Itali, Morgeti e Siculi. Successivamente, secondo Poulsen, il nome "Italia" venne esteso a tutta la penisola. Nella zona tra Messina e Taormina, rimase un luogo che conserva ancora tale nome, Itala appunto.
(Virgilio, Eneide III, 164)
Tuttavia la forma toponomastica più antica documentabile è quella di Gitala. come risulta da un diploma di donazione del Conte Ruggero del 1093. Altri documenti ufficiali testimoniano che, per quel che attiene alla lettera iniziale, il nome ha subito delle variazioni divenendo nei secoli Quitala, Gitalas, Gytalas, Kitala, Hitala ed infine Itala.

## Storia

### Simboli
Lo stemma e il gonfalone sono stati concessi con decreto del Presidente della Repubblica del 14 luglio 1971.
Lo stemma riporta, su sfondo azzurro, l'immagine dei santi Pietro e Paolo, posti in maestà, nell'atto di impugnare ciascuno una spada alta d'oro, accompagnati da un colle all'italiana d'argento, fondato in punta, cimato da sei spighe di grano d'oro, in ventaglio, e sormontato da uno scudetto d'argento, al leone di nero, timbrato da una corona d'oro.
Il gonfalone è un drappo partito di bianco e di azzurro.

## Monumenti e luoghi d'interesse

### Architetture religiose

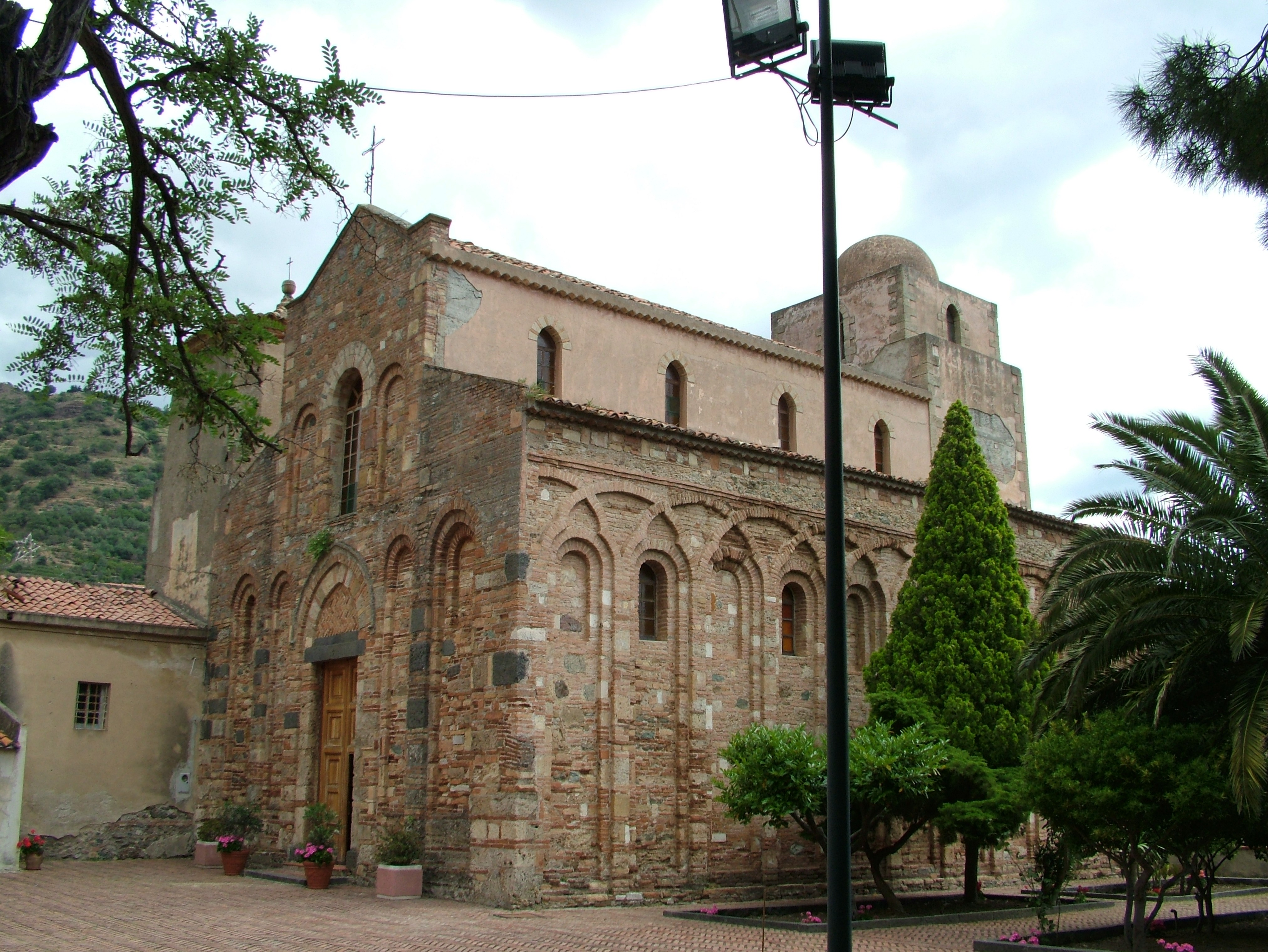
Chiesa dei Santi Pietro e Paolo (XI sec.)

Tra le opere architettoniche religiose più rilevanti possono essere citate:
Chiesa arabo-normanna dei Santi Pietro e Paolo
Per quanto non si conosca l’esatta data di inizio dei lavori, risulta per certo da un atto di donazione del 1093 a Gerasimo, primo abate della chiesa, che a tale data la costruzione non era stata ancora ultimata ma è facile supporre che lo fu nel corso dell’anno seguente.
Dopo due secoli di dominazione araba, riappare con la chiesa di San Pietro in Itala il tradizionale impianto basilicale a tre navate suddivise in quattro campate da arcate ogivali che si slanciano dalla base di capitelli a forma di campana scolpiti con disegno stilizzato di vegetali secondo uno stile caratteristico delle decorazioni fatimite. Di evidente richiamo paleocristiano è invece la copertura della navata centrale a doppio spiovente con capriate lignee che diviene unico nelle navate laterali Analogamente, il presbiterio, che risulta rialzato rispetto al piano dell’aula, presenta tre absidi semicircolari visibili anche all’esterno. In corrispondenza della campata centrale si trova una struttura turrita, abbondantemente rimaneggiata e coronata da una cupola emisferica poggiata su tamburo a nicchie angolari cilindriche sui cui lati quattro finestrelle danno luce al presbiterio. Esternamente l’edificio si caratterizza per la complessità del disegno determinato dall’intreccio di pietra calcarea e laterizio nonché per l’alternanza di archi trilobati ed a rincasso, alternativamente ciechi e luciferi.
Chiesa e convento di Santa Venera
Chiesa risalente ad epoca seicentesca.
Chiesa Madre consacrata alla Madonna del Piliero
La sua intitolazione deriva dalla dominazione spagnola e dal santuario di Saragozza dedicato a Nostra Signora del Pilar. All'interno conserva una croce dipinta del XIV sec. e un crocifisso ligneo del '700.
Chiesa della Madonna della Catena
Si trova presso la frazione di Borgo, risalente al sedicesimo secolo, che conserva una bella tavola del 1510 raffigurante la Madonna della Catena fra i santi Pietro e Paolo.

### Riserve naturali
Monte Scuderi della catena dei Peloritani, alta 1.253 metri, situata nei territori dei comuni di Fiumedinisi, Itala e Alì. Fa parte della Riserva naturale orientata Fiumedinisi e Monte Scuderi.

## Società

### Evoluzione demografica
Abitanti censiti

## Amministrazione
Di seguito è presentata una tabella relativa alle amministrazioni che si sono succedute in questo comune.
| Periodo          | Periodo          | Primo cittadino     | Partito                     | Carica  | Note                     |
| ---------------- | ---------------- | ------------------- | --------------------------- | ------- | ------------------------ |
| 14 giugno 1988   | 20 giugno 1993   | Michele Sciacca     | Democrazia Cristiana        | Sindaco | [ 7 ]                    |
| 20 giugno 1993   | 1º dicembre 1997 | Antonio Miceli      | Partito Socialista Italiano | Sindaco | [ 7 ]                    |
| 1º dicembre 1997 | 28 maggio 2002   | Antonio Miceli      | lista civica                | Sindaco | [ 7 ]                    |
| 28 maggio 2002   | 15 maggio 2007   | Antonino Crisafulli | lista civica                | Sindaco | [ 7 ]                    |
| 15 maggio 2007   | 6 maggio 2012    | Antonio Miceli      | lista civica                | Sindaco | [ 7 ]                    |
| 8 maggio 2012    | 3 febbraio 2022  | Antonino Crisafulli |                             | Sindaco | Deceduto 3 febbraio 2022 |
| 13 giugno 2022   | in corso         | Daniele Laudini     | lista civica                | Sindaco |                          |

### Altre informazioni amministrative
Il comune di Itala fa parte delle seguenti organizzazioni sovracomunali: regione agraria n.6 (Montagna litoranea dei Peloritani).

## Sport

### Calcio
Sono due le squadre di calcio che rappresentano il paese di Itala. La prima è la Real Itala Franco Zagami, che milita nel campionato di Prima Categoria, i colori sociali sono il bianco e l'azzurro; la seconda è la Vigor Itala, che milita nel campionato di Terza Categoria, i colori sociali sono il bianco e il blu.